# Heinkel He 66
Die Heinkel He 66 (ursprüngliche Bezeichnung HD 66) ist ein in den 1930er Jahren entwickeltes deutsches Sturz- und Aufklärungsflugzeug der Heinkel-Flugzeugwerke in Warnemünde und die Exportausführung der HD 50.

## Entwicklung
Im Dezember 1933 wurde eine von der japanischen Firma Aichi bestellte HD 50 unter der Bezeichnung HD 66 nach Japan verschifft. Dort wurde sie unter der Leitung von Aichis Chefkonstrukteur Tokuichiro Gomei mit einem einheimischen Antrieb vom Typ Nakajima Kotobuki 2-Kai-1 mit 580 PS (427 kW) ausgerüstet. Unter der Bezeichnung AB-9 trat sie anschließend in einem von der japanischen Marine initiierten Wettbewerb zur Auswahl eines Sturzbombers für den Trägereinsatz gegen ein von Nakajima entwickeltes Muster an. Sie gewann den Ausscheid und Aichi erhielt den Auftrag zum Serienbau, der im folgenden Jahr als D1A1 begann.
In der Literatur gibt es teils widersprüchliche Angaben über weitere gebaute Flugzeuge, allerdings gibt es dafür keine sicheren Belege. So sollen im Juli 1934 zwölf Exemplare als He 66 A, Heinkel hatte im Frühjahr 1932 sein Bezeichnungssystem auf das Kürzel He umgestellt, an Nationalchina geliefert worden sein, denen im Januar 1936 weitere zwölf He 50 mit dem stärkeren SAM-22-Triebwerk und NACA-Haube als He 66 B gefolgt sein sollen, entweder von Heinkel geliefert oder aus Beständen der Luftwaffe. Diese Flugzeuge sollen im Zweiten Japanisch-Chinesischen Krieg als Aufklärer zum Einsatz gekommen sein.

## Aufbau
Die He 66 ist ein verspannter Doppeldecker in Gemischtbauweise mit leichter Staffelung und V-Stellung der Tragflächen. Der Rumpf besteht aus einem geschweißten Stahlrohrgerüst mit Formgebungsspanten aus Holz sowie Stoffbespannung. Der Motorbereich ist bis hin zu den Besatzungskabinen mit abnehmbaren Aluminiumblechen verkleidet. Die zweiholmigen Tragflügel gleicher Spannweite sind durch I-Stiele in zwei Ebenen miteinander verbunden und mit Draht ausgekreuzt. Sowohl Ober- als auch Unterflügel sind mit durch Stoßstangen gekoppelten Querrudern ausgestattet. Das Leitwerk besteht aus Aluminium und ist zu Teilen metallbeplankt und stoffbespannt. Alle Ruder sind aerodynamisch ausgeglichen, das Höhenruder verfügt über eine im Flug verstellbare Trimmklappe, die Höhenflosse ist zum Rumpf abgestützt und zur Seitenflosse verspannt. Das Hauptfahrwerk ist starr, ohne durchgehende Achse und mit Hochdruckreifen und Radbremsen ausgestattet. Der Hecksporn ist gefedert.

## Technische Daten
| Kenngröße                                                         | Daten |
| ----------------------------------------------------------------- | --- |
| Besatzung                                                         | 2 (Pilot, Beobachter) |
| Spannweite                                                        | 11,50 m |
| Länge                                                             | 9,70 m |
| Höhe                                                              | 4,15 m |
| Flügelfläche                                                      | 34,80 m² |
| Flächenbelastung                                                  | 64,20 kg/m² |
| Leistungsbelastung                                                | 4,94 kg/PS |
| Leermasse                                                         | 1202 kg |
| Rüstmasse                                                         | 1312 kg |
| Zuladung                                                          | 923 kg |
| Nutzlast                                                          | 200 kg |
| Startmasse                                                        | 2235 kg |
| Antrieb                                                           | ein luftgekühlter Neunzylinder-Viertakt-Sternmotor |
| Typ                                                               | Siemens & Halske „Jupiter“ VI 5,3 (Lizenz Bristol) |
| Startleistung Kampf- und Steigleistung Nennleistung Dauerleistung | 490 PS (360 kW) bei 2200/min 480 PS (353 kW) bei 1850/min in Bodennähe 440 PS (324 kW) bei 1800/min in Bodennähe 380 PS (279 kW) bei 1720 in 800 m Höhe |
| Höchstgeschwindigkeit                                             | 245 km/h in Bodennähe 247 km/h in 2000 m Höhe 232 km/h in 4000 m Höhe                                                                                   |
| Reisegeschwindigkeit bei 85 % Startleistung                       | 185 km/h in Bodennähe 190 km/h in 2000 m Höhe 176 km/h in 4000 m Höhe                                                                                   |
| Landegeschwindigkeit                                              | 90 km/h |
| Steigzeit                                                         | 4,0 min auf 1000 m Höhe 8,8 min auf 2000 m Höhe 14,7 min auf 3000 m Höhe                                                                                |
| opt. Reichweite                                                   | 550 km in 600 m Höhe bei Höchstgeschwindigkeit 680 km in 600 m Höhe bei Reisegeschwindigkeit 810 km maximal                                             |
| Gipfelhöhe                                                        | 5700 m |
| Startrollstrecke                                                  | 270 m |
| Startstrecke bis 15 m Höhe                                        | 435 m |
| Landestrecke aus 15 m Höhe                                        | 400 m |